# Consiglio dello Shropshire
Lo Shropshire è un distretto con status di autorità unitaria dello Shropshire (contea cerimoniale), Inghilterra, Regno Unito, ad esclusione del distretto di Telford and Wrekin che si gestisce da sé. Ha sede a Shrewsbury.
L'autorità fu creata nel 2009 dalla fusione dei distretti di North Shropshire, Oswestry, Shrewsbury and Atcham, South Shropshire e Bridgnorth.